# Comuna Cernătești, Dolj
Cernătești este o comună în județul Dolj, Oltenia, România, formată din satele Cernătești (reședința), Cornița, Rasnicu Bătrân, Rasnicu Oghian și Țiu.

## Demografie
Componența etnică a comunei Cernătești
     Români (91,85%)
     Alte etnii (0%)
     Necunoscută (8,15%)
Componența confesională a comunei Cernătești
     Ortodocși (91,15%)
     Alte religii (0,64%)
     Necunoscută (8,21%)
Conform recensământului efectuat în 2021, populația comunei Cernătești se ridică la 1.559 de locuitori, în scădere față de recensământul anterior din 2011, când fuseseră înregistrați 1.929 de locuitori. Majoritatea locuitorilor sunt români (91,85%), iar pentru 8,15% nu se cunoaște apartenența etnică. Din punct de vedere confesional, majoritatea locuitorilor sunt ortodocși (91,15%), iar pentru 8,21% nu se cunoaște apartenența confesională.

## Politică și administrație
Comuna Cernătești este administrată de un primar și un consiliu local compus din 11 consilieri. Primarul, Costel Trăistaru[*], de la Partidul Social Democrat, este în funcție din 2016. Începând cu alegerile locale din 2024, consiliul local are următoarea componență pe partide politice:
|  | Partid                          | Consilieri | Componența Consiliului | Componența Consiliului | Componența Consiliului | Componența Consiliului | Componența Consiliului | Componența Consiliului | Componența Consiliului |
|  | ------------------------------- | ---------- | ---------------------- | ---------------------- | ---------------------- | ---------------------- | ---------------------- | ---------------------- | ---------------------- |
|  | Partidul Social Democrat        | 7          |                        |                        |                        |                        |                        |                        |                        |
|  | Partidul Național Liberal       | 3          |                        |                        |                        |                        |                        |                        |                        |
|  | Alianța pentru Unirea Românilor | 1          |                        |                        |                        |                        |                        |                        |                        |